# Подойницына, Ольга Эдуардовна
Ольга Эдуардовна Подойницына (урожд. Ольга Эдуардовна Базер; род. 24 апреля 1962, Москва) — российский и международный специалист по корпоративным коммуникациям, глава попечительского совета Global Women in PR Russia (GWPR), член совета директоров Российско-Британской торговой палаты, активная сторонница равных прав для женщин в бизнесе и политике. Десять лет была членом совета директоров и управляющим партнёром «ВТБ Капитал», занимала пост старшего вице-президента группы ВТБ.
Инициатор и организатор крупных международных бизнес-мероприятий. До 2017 года занимала первую позицию в рейтинге «Топ-1000 российских менеджеров» среди директоров по общественным и корпоративным связям финансового сектора. C 2015 года входит в международный рейтинг ста наиболее влиятельных лидеров в корпоративных коммуникациях по версии журнала The Holmes Report (Holmes Report top-100).

## Биография
Родилась 24 апреля 1962 года в Москве.

## Образование
В 1985 году окончила МГПИ имени Ленина (специальность — филолог).

В 2000 году окончила РАГС при президенте РФ (специальность — экономист).

В 1996—2018 годах курсы New-York Institute of Finance, London's Securities Institute , School of Kennedy Harvard University, US SEC по управлению портфелем и системным основам работы международных финансовых рынков, а также Wharton School of the University of Pennsylvania.

## Научная и преподавательская деятельность
После окончания МГПИ полгода проработала в школе.
В 2012 году Ольга Подойницына защитила степень кандидата филологических наук.
На протяжении семи лет Ольга Подойницына в статусе приглашённого профессора читала лекции студентам Дипломатической академии МИД РФ.

## Карьера
В 1995—1997 годах Ольга Подойницына работала консультантом в PriceWaterhouse, в 1997—1999 гг. — консультантом в Burson Marsteller, в 1999—2000 годах —— на проекте Всемирного банка в Центре развития фондового рынка.
С 2000 по 2008 год Подойницына работала в группе Deutsche Bank. Входила в состав исполнительного комитета Deutsche Bank в России и СНГ, возглавляла направление PR, корпоративные отношения и маркетинг группы в России и СНГ.
С 2003 года занимает позицию вице-президента — руководителя отдела PR, корпоративных отношений и маркетинга ООО «Дойче Банк». В группе Deutsche Bank ею или при её активном участии были реализованы, в том числе, следующие проекты:
- создание департамента корпоративных отношений и маркетинга, интеграция его в глобальную систему коммуникаций и маркетинга группы;
- разработка коммуникативной стратегии и её реализация при покупке и слиянии Deutsche Bank с UFG[2];
- ребрендинг UFG и обеспечение перехода группы Deutsche Bank в России на единый бренд[13];
- представительство Deutsche Bank в Консультативном совете по иностранным инвестициям при Правительстве РФ[11].

В апреле 2008 года Ольга Подойницына вместе с командой топ-менеджеров перешла на работу в группу ВТБ для создания нового бизнеса. Под её руководством и при её участии только что созданное инвестиционное направление ВТБ Инвест было преобразовано и переименовано в ВТБ Капитал. В группе ВТБ Ольга проработала затем 11 лет. Занимала посты руководителя глобального департамента корпоративных отношений и маркетинга, члена правления и управляющего директора ВТБ Капитал, старшего вице-президента группы ВТБ. Сыграла важную роль в превращении ВТБ Капитал в мировой бренд, в том числе и став организатором двух крупных бизнес-мероприятий для иностранных инвесторов. В апреле 2019 года Ольга Подойницына покинула группу ВТБ.

### Организация бизнес-мероприятий
Ольга Подойницына стала организатором и одним из инициаторов двух крупнейших международных бизнес-мероприятий (с участием Владимира Путина в качестве сначала главы правительства, а затем — президента России), проводимых ВТБ Капитал — инвестиционного форума «Россия зовёт!» (Москва, Лондон и Нью-Йорк) и деловых завтраков ВТБ Капитал в ходе Всемирного экономического форума (Давос). Оба мероприятия считаются флагманскими по развитию интереса иностранных инвесторов к российским активам.
Эти проекты принесли ВТБ Капитал несколько международных премий: Corporate & Financial Awards (2013, журнал Communicate Magazine (Великобритания), номинации «Лучшее инвестиционное мероприятие с участием аналитической команды/инвесторов/прессы» и «Лучшая стратегия по коммуникационному взаимодействию с иностранными инвесторами и СМИ») и IPRA Golden World Awards (2013, Международная ассоциация по связям с общественностью, номинация «Лучший организатор мероприятия»), маркетинговая и коммуникационная команда ВТБ Капитал, возглавляемая Ольгой Подойницыной, стала лауреатом премии Corporate & Financial Awards (2014, журнал Communicate Magazine (Великобритания), номинация Best in-house Corporate and Financial Communications Team), а сама Ольга Подойницына стала первым в России лауреатом премии SABRE.

## Общественная деятельность
В 2006—2008 годах была сопредседателем маркетингового комитета Американской торговой палаты в России.
В 2008—2009 годах возглавляла комитет по СМИ и информационной политике Ассоциации менеджеров России.
С 2010 года — член совета директоров Российско-Британской торговой палаты.
В 2011 году Ольга Подойницына вошла в жюри премии Никиты Кириченко в области деловой журналистики, много лет входила также в состав экспертного совета «Премии РБК». В 2021 году вошла в жюри премии «Медиа-менеджер России» и в наблюдательный совет Ассоциации директоров по коммуникациям и корпоративным медиа России (АКМР).
Ольга Подойницына — активный борец за права женщин в карьере, в бизнесе и в политике, проводник идей полного равноправия мужчин и женщин, а также женской солидарности. Она является активным членом нескольких женских сообществ (клубов) в России и в мире — Forbes Woman, «PRO Женщин», We Are The City, Women Influence Community. Ольга неоднократно выступала в качестве приглашённого спикера на национальных и международных женских форумах и конгрессах.
Ольга явилась основателем женского сообщества Women’s Internal Network (WIN) в группе ВТБ. Этот проект в 2018 году получил получил премию «Woman who matters».
В 2018 году в России начала работу международная ассоциация женщин-лидеров коммуникационной отрасли Global Women in PR. Ольга Подойницына возглавила её попечительский совет и избирается председателем жюри премии THE IMPACT AWARD, учреждённой ассоциацией для награждения женщин, реализовавших наиболее эффективные проекты в сфере связей с общественностью.
Считает великими личностями Маргарет Тэтчер, Уинстона Черчиля и Дизраэли.

## Признание
Ольга Подойницына является одним из наиболее признанных в мире российских специалистов в маркетинге и коммуникациях.
- 2020 — Ольге Подойницыной вручена премия «Медиа-менеджер России» в номинации «За вклад в развитие отрасли»[44].
- C 2015 года Ольга Подойницына входит в международный рейтинг наиболее влиятельных персон в мире коммуникаций The 2020 Influence 100 аналитического издания The Holmes Report (в настоящее время переименовано в PRovoke)[45][46][47][48][49].
- 2014 — международная премия SABRE Award «за выдающиеся профессиональные достижения» (первый лауреат премии из России). Отмечена роль Подойницыной в превращении «ВТБ Капитал» в признанный бренд в международном инвестиционно-банковском сообществе, важной частью которого стали Инвестиционные форумы «Россия зовёт!»[17]➤.
- 2014 — премия Ассоциации менеджеров в области менеджмента в номинации «Лучший директор по общественным и корпоративным связям»[50].
- В 2010 году Ольга Подойницына вошла в рейтинг «Топ 1000 российских менеджеров», ежегодно публикуемый газетой «Коммерсантъ» и Ассоциацией российских менеджеров[51] и оставалась в нём восемь лет (до 2017 года)[52]. В 2012 году заняла в этом рейтинге первую строчку в раздел «Финансовый сектор» в категории «Рейтинг директоров по общественным и корпоративным связям 2012» и удерживала её шесть лет[53][54][55][56][57][58].
- 2009 — премия PROBA Awards (PR-специалист года)[59].
- 2006 — премия «Медиа-менеджер России» (PR)[60].

## Семья
Муж — Подойницын Андрей Владимирович (1963 г.р.) — экономист, основатель и руководитель Национальной лиги управляющих (2000—2007), генеральный директор Объединённой финансовой группы (UFG) (2008—2009), автор книги «Азбука поведения».
Дочь — Подойницына Ксения Андреевна (1987 г.р.) — галерист, основатель галереи современного искусства «Галерея 21», руководитель аналитического проекта InArt
Сын — Подойницын Андрей Андреевич (1989 г.р.), работает в американской фармацевтической компании AbbVie в России.
В 2014 году Ольга Подойницына и её сын Андрей Подойницын одновременно вошли в рейтинг «Коммерсантъ Топ-1000» (такие совпадения для родственников в этом рейтинге крайне редки). В разделе «Рейтинг директоров по общественным и корпоративным связям 2014» Андрей Подойницын занял пятую позицию в категории «Профессиональные услуги», а Ольга Подойницына — первую позицию в категории «Финансовый сектор».

## Хобби
Ольга Подойницына любит путешествовать и читает много (бумажных) книг, увлекается йогой.

## Публикации
- Olga Podoinitsyna. The Soft Power Effect (англ.). BRICS Business Magazine,  No.4(12) (2016). Дата обращения: 7 марта 2021.
- Подойницына О.Э. Продвижение российского бизнеса на зарубежных рынках: опыт ВТБ капитал // «Маркетинг и финансы» : журнал. — М.: Издательский дом Гребенников, 2013. — № 3. — С. 172—183.
- Подойницына О.Э. Построение маркетинговой стратегии на примере инвестиционно-банковского бизнеса // «Маркетинг и финансы» : журнал. — М.: Издательский дом Гребенников, 2013. — № 1. — С. 26—34.
- Подойницына О.Э. Маркетинг финансовых компаний на глобальных рынках // «Маркетинг и финансы» : журнал. — М.: Издательский дом Гребенников, 2012. — № 2. — С. 82—88.
- Olga Podoinitsyna. Deutsche in Russia. Deutsche Bank has been involved with the Russian market since the 19th century. Olga Podoinitsyna outlines the financial powerhouse’s business and communications strategy for the largest country in the world. (англ.). IPRA (7 июня 2008). Дата обращения: 7 марта 2021.
- Подойницына О.Э. Маркетинговые инструменты и формирование имиджа финансовой компании // «Маркетинг и финансы» : журнал. — М.: Издательский дом Гребенников, 2004. — № 4.